# Потерпілий (фільм)
«Потерпілий» — американський трилер знятий у 2010 році.

## Зміст
Герой прокинувся в розбитому автомобілі, посеред якихось джунглів. Машина розбита, у нього зламана нога, навколо кілька трупів, а в машині револьвер. Він нічого не пам'ятає — як він тут опинився і навіть як його звати. Навколо глухий ліс і нікого немає. Спочатку треба якось вижити, а потім спробувати дістатися до людей. А по дорозі ще й згадати що ж сталося. А оскільки в багажнику ще й сумка повна грошей, то ще доведеться врятуватися від людей, які намагатимуться вбити.

## Ролі
| Актор           | Роль           |
| --------------- | -------------- |
| Едріан Броуді   | Чоловік        |
| Каролін Даверна́ | Жінка          |
| Раян Роббінс    | Джордж Вівер   |
| Адріан Г'юз     | Реймонд Плеззі |
| Адріан Голмс    | Чоловік з лісу |
| Ллойд Адамс     | Ерік Стейплтон |
| Марк МакКончі   | Охоронець      |
| Джейкоб Блер    | Рейнджер       |

## Знімальна група
- Режисер — Майкл Грінспен
- Сценарист — Крістофер Додд
- Продюсер — Кайл Менн, Едріан Броуді, Боб Кріппен
- Композитор — Майкл Брук